# Code de Lipit-Ishtar

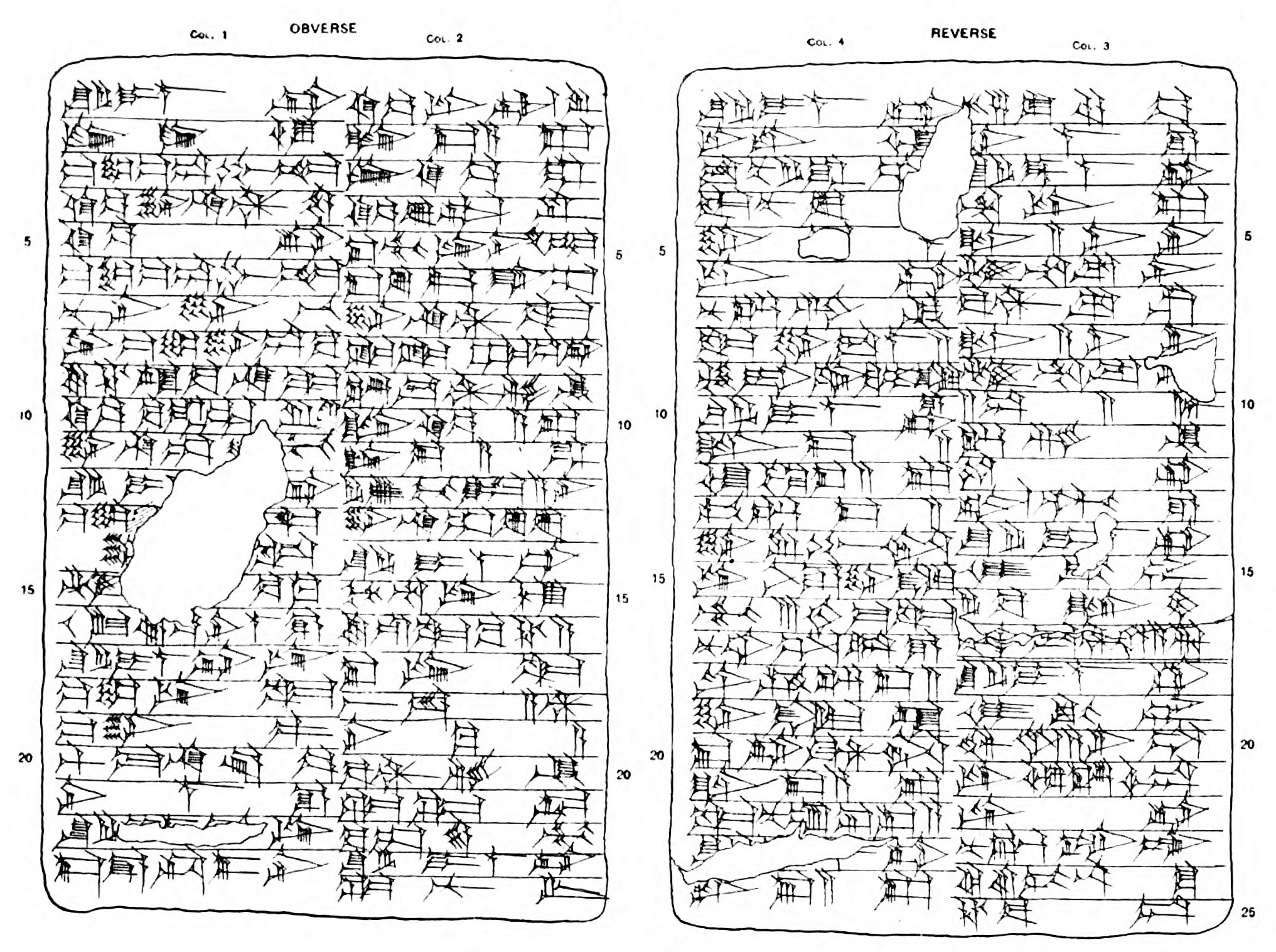
Copie d'une tablette du code de Lipit-Ishtar, mise au jour à Nippur.

Le Code de Lipit-Ishtar (ou les lois de Lipit-Ishtar) est un recueil législatif de la Mésopotamie ancienne, rédigées durant le règne de Lipit-Ishtar (vers 1934-1924 av. J.-C.), roi de la cité d'Isin qui dominait alors une grande partie du sud de la Mésopotamie. Ce texte a été rédigé en sumérien, langue littéraire de l'époque, bien qu'elle ne fût alors sans doute plus parlée. Il s'agit du deuxième plus ancien recueil législatif mésopotamien connu, après le Code d'Ur-Namma, lui aussi rédigé en sumérien.
Le recueil de lois de Lipit-Ishtar peut être qualifié de « Code » car il comporte un prologue et un épilogue encadrant les dispositions législatives, tout comme le Code d'Ur-Namma et le Code de Hammurabi, son plus illustre successeur. Ce texte est connu par un peu plus d'une douzaine de fragments de tablettes scolaires, la plupart exhumés à Nippur, l'un des plus prestigieux centres intellectuels sumériens, et également une ville importante pour l'enseignement du droit ; d'autres exemplaires proviennent sans doute de Kish et de Sippar. Deux fragments d'une stèle en basalte mise au jour à Nippur portaient également une inscription de ce texte, ce qui indique qu'il avait été exposé dans ce sanctuaire sous une forme similaire à celle connue pour le Code de Hammurabi.

Le prologue et l'épilogue font de ce texte une inscription à la gloire de Lipit-Ishtar, dont les mérites sont vantés. Le prologue explique comment le roi fut choisi par les grands dieux sumériens pour régner, comme le veut l'idéologie mésopotamienne, et comment il se vit assigner pour tâche de faire triompher la justice et l'harmonie sociale, après avoir rétabli la liberté des habitants des cités de Sumer et d'Akkad et l'ordre. L'épilogue commence par une louange renouvelée au sens de la justice du roi, illustré par les lois, et s'achève par des malédictions proférées contre ceux qui altéreraient l’œuvre du roi. On y apprend également que le texte était à l'origine inscrit sur une stèle, tout comme le Code de Hammurabi.
Prologue et Epilogue du code de Lipit -Ishtar :
Prologue : « Lorsque An le Grand, père des dieux, et Enlil, le roi de tous les pays, le seigneur qui fixe les destins, eurent donné un règne favorable et la royauté sur Sumer et Akkad dans Isin, le piédestal qu'An lui a établi, à Nininsina, la fille d' An, la Dame humble, de l'autorité de qui on se réjouit et vers le front brillant de qui on se tourne ; lorsqu'alors An et Enlil eurent appelé à la souveraineté sur le pays Lipit-Istar, le pasteur obéissant, nommé par Nunamnir, pour établir la justice dans le Pays, pour faire disparaître la plainte de la bouche, pour détourner la méchanceté, la malveillance et la violence, pour procurer le bien-être à Sumer et Akkad, alors moi, Lipit-Istar, le pasteur humble de Nippur, le cultivateur fidèle d'Ur, celui qui n'a pas de cesse pour Eridu, le seigneur qui convient à Uruk, le roi d'Isin, le roi de Sumer et d' Akkad, celui vers qui se porte le cœur d'Inanna, pour que la justice soit établie en Sumer et Akkad à la parole d'Enlil ; alors, (car) en ces jours, on leur faisait mener une vie de servitude, j'instaurai le retour au statut d'origine (ama - a r - g i, litt « retour à la mère ») pour les fils et les filles de Nippur, les fils et les filles d'Ur, les fils et les filles d'Isin, les fils et les filles de Sumer et d' Akkad. D'une façon exceptionnelle, je fis vraiment que le père soutienne ses enfants, je fis vraiment que les enfants soutiennent leur père ; je fis vraiment que le père se tienne à la disposition de ses enfants, je fis vraiment que les enfants se tiennent à la disposition de leur père ( ... ) »[réf. nécessaire]
Epilogue : « A la parole droite d'Utu, j'ai vraiment fait adopter des jugements droits par Sumer et Akkad; à la proclamation d'Enlil, moi, Lipit-Istar, fils d'Enlil, j'ai vraiment renvoyé la méchanceté et la malveillance dans les bouches; j'ai vraiment rendu tabous les jugements (d'où s'ensuivent) larmes, peine et plaintes ; j'ai vraiment fait apparaître la rectitude et la droiture ; j'ai vraiment procuré le bien-être à Sumer et Akkad. » [longue lacune].[réf. nécessaire]
Les « lois » connues actuellement sont un peu moins de 50, mais une grande partie du texte est sans doute perdue. Il ne s'agit pas de lois au sens moderne du terme, mais plutôt de décisions de justice rendues par le roi qui ont été mises par écrit et compilées pour ensuite servir d'exemple au cours de futures affaires. Elles traitent différents sujets, qui se retrouvent dans les autres recueils législatifs mésopotamiens : locations d'animaux, de champs ou de bateaux, affaires familiales (héritage, adoption, mariage), faux témoignage, esclaves fugitifs.